# IC 4228
IC 4228 је спирална галаксија у сазвјежђу Береникина коса која се налази на листи објеката дубоког неба у Индекс каталогу.
Деклинација објекта је + 25° 30' 56" а ректасцензија 13h 21m 34,2s. Привидна величина (магнитуда) објекта IC 4228 износи 14,7 а фотографска магнитуда 15,4. IC 4228 је још познат и под ознакама MCG 4-32-1, CGCG 131-2, PGC 46632.